# کارل گوستاو لونهاوپت
کارل گوستاو لونهاوپت (انگلیسی: Carl Gustaf Lewenhaupt؛ ۷ ژانویه ۱۸۸۴ – ۱۱ مه ۱۹۳۵ (aged 51)) ورزشکار اهل سوئد بود.
وی در مسابقات کشوری و بین‌المللی در مجموع برندهٔ ۱ مدال برنز شده‌است.